# برتا ۸۰۰۰
برتا ۸۰۰۰ (به انگلیسی: Beretta 8000) یک پیستول نیمه‌خودکار نیمه‌خودکار ۹ میلی‌متری است که توسط شرکت برتا ایتالیا تولید می‌شود. این اسلحه برای نخستین بار در سال ۱۹۹۴ با هدف جایگزینی برتا ۹۲ تولید گردید.